# Charlie De Rycke
Charlie De Rycke, née le 10 avril 1987 à Gand, est une joueuse professionnelle de squash représentant la Belgique. Elle atteint en avril 2005 la 41e place mondiale sur le circuit international, son meilleur classement. Elle est championne d'Europe junior en 2004 et 2005 et championne de Belgique à deux reprises en 2005 et 2006.

## Biographie
Après un début de carrière prometteur avec deux titres de championne d'Europe junior et de championne de Belgique à 19 ans, elle fait une dernière apparition aux Championnats d'Europe par équipes 2008.

## Palmarès

### Titres
- Championnats de Belgique : 2 titres (2005, 2006)
- Championnats d'Europe junior : 2 titres (2004, 2005)